# Paulette Nardal
Paulette Nardal   (Le François i Saint-Pierre, 12 d'octubre de 1896 - Fort-de-France, 16 de febrer de 1985) nom de ploma de Félix Jeanne Paule Nardal, fou una escriptora i periodista activista de la causa negra amb la seva germana Jeanne Nardal, una de les inspiradores del moviment literari de la negritud i la primera dona negra que estudià en la Sorbona.

## Biografia
joventut a Martinica
Nasqué a Le François el 1896 en el si d'una família de la nova burgesia negra de l'illa. La seua besàvia Sidonie Nardal va nàixer com a esclava. Paulette fou la major de set germanes, i totes van rebre una bona educació. Sos pares eren Paul Nardal i Louise Achille, una mestra d'escola mestissa, que criaren les seues filles en una cultura d'humanitats, història de l'art occidental i música.
Son pare, Paul Nardal, fou la primera persona negra que obtingué una beca de l'escola Arts et Métiers ParisTech de París, i fou el primer enginyer negre d'obres públiques, actiu durant 45 anys en el Servei Colonial d'Obres Públiques. Supervisà les obres de l'embassament d'Évêché, del pont Absalon de Fort-de-France i d'una part de l'església de Ducos, parcialment destruïda el 1903 per un cicló. Com a professor de matemàtiques i física, formà generacions d'enginyers de Martinica. Rebé l'Orde de les Palmes Acadèmiques i la Legió d'Honor. Un carrer de la prefectura duu el seu nom. Louise Achille, la mare de Pauline, nasqué el 2 de juliol del 1869 en una família mulata. Col·laborà amb societats mutualistes com la Societat de Dames de Saint-Louis, que ajudava dones d'entre 18 i 50 anys i els seus fills, i ancians de l'asil de Betlem; així com l'Ouvroir, institució destinada a acollir a joves òrfenes indigents, i amb l'orfenat de la Ruche.(6)
Quan tenia sis anys el volcà Pelée entrà en erupció (1902) i Saint-Pierre, la capital econòmica i cultural de Martinica, fou destruïda.
Fou mestra d'escola abans de decidir, als 24 anys, traslladar-se a la França europea per a continuar els estudis de literatura.

## Vida parisenca

### Estudis en la Sorbona
Va arribar a París el 1920 i es matriculà en la Sorbona per a estudiar anglés. Amb la seua germana Jane, que estudiava literatura, foren les primeres estudiants negres de Martinica en la Sorbona, en una època en què poques dones, i negres, hi tenien accés.(5) El 1852 va defensar la seua tesi sobre l'escriptora i abolicionista estatunidenca Harriet Beecher Stowe, autora de La Cabana de l'oncle Tom.(6)
A París, gaudeix de la vida cultural. Anava al teatre, a concerts, exposicions... Freqüentava el Bal Noire. Era un dels pocs llocs on la jove podia trobar referents culturals. Va assistir allí a les revistes de la cantant Marian Anderson i de Joséphine Baker, que la van fer despertar al que la seua germana deia la «consciència negra».(4)

### El saló literari
Paulette Nardal va dirigir un saló literari a l'apartament que compartia amb les seues dues germanes en el número 7 del carrer Hébert de Clamart. Intentà connectar la diàspora negra. Va abordar la qüestió de l'emancipació femenina i plantejà les bases de la teoria de la negritud. En el seu saló literari escriptors cèlebres com Léopold Sédar Senghor i Aimé Césaire compartiren les seues experiències d'estudiants a la França europea, Jean Price-Mars, que era de pas en la capital, Léon-Gontran Damas, René Maran, que hi explicà les dificultats amb el seu llibre Batouala, i d'altres procedents d'Àfrica, Haití i Nova York, i especialment els del Renaixement de Harlem com Claude McKay. El 1928, col·laborà amb Dépêche africaine, una revista panafricanista.(4)
El 1931, Paulette Nardal fundà La Revue du Monde Noir amb l'escriptor haitià Léo Sajous i el guyanés René Maran, que es va publicar en francés i anglés. El seu objectiu anunciat era "crear un vincle intel·lectual i moral entre els negres de tot el món, sense distinció de nacionalitat, que els permetés conéixer-se millor, estimar-se fraternalment, defensar millor els seus interessos col·lectius i il·lustrar la seua ètnia". La revista deixà de publicar-se el 1932, després de només sis números, a causa de dificultats econòmiques.(7) Les seues germanes Jeanne i Andrée també col·laboraven amb la revista, com el seu cosí germà Louis–Thomas Achille.(6) Altres escriptors reprengueren la torxa d'aquest corrent literari de la negritud, com Césaire i Senghor, sobretot amb la revista L'Étudiant noir. Paulette Nardal en digué: «Césaire i Senghor van reprendre les idees que nosaltres esgrimíem i les van expressar amb molta més espurna; només érem dones!»

### Militància política
Durant aquest període, també fou secretària del parlamentari socialista Joseph Lagrosillière, de Martinica i, després, de Galandou Diouf, diputat del Senegal el 1934. Continuà el seu compromís polític sobretot contra la invasió d'Etiòpia per la Itàlia feixista de Mussolini.(2)
El 1937, viatjà al Senegal convidada pel seu amic Léopold Sédar Senghor.(5)

## Segona Guerra Mundial
El 1939, mentre torna de Martinica amb vaixell poc després de l'esclat de la guerra, un submarí alemany torpedinà el vaixell i el va enfonsar. Un bot salvavides la salvà de morir ofegada, però es trencà totes dues ròtules.(5) Passà 11 mesos a l'hospital de Plymouth i restà discapacitada per a la resta de la seua vida. Durant el període de la França de Vichy, tornà a Martinica i feia clandestinament classes d'anglés a joves martiniqueses que volien entrar en la França Lliure. Va obrir un nou saló literari.(6)
Com a conseqüència de l'ordenança del 21 d'abril del 1944 que donava el dret de vot a les dones, Paulette Nardal creà la Concentració femenina el 1945. Amb aquesta iniciativa, animava les dones martiniqueses a exercir aquest nou dret el 20 d'abril del 1945.(4)
En acostar-se el final de la Segona Guerra Mundial, marxà als Estats Units i fou secretària privada de Ralph Bunche, un activista dels drets civils mitjancer en la Guerra araboisraeliana entre el 1948 i el 1949. Ralph Bunche portà a Nardal a la recentment creada ONU, on fou delegada de la secció de territoris autònoms durant un any i mig.(6)

## Retorn a Martinica
De retorn a Martinica, fundà el cor «Joie de chanter» amb la seua germana Alice, i continuà la seua activitat militant feminista i cultural. Totes dues germanes van preparar la commemoració del centenari de l'abolició de l'esclavitud. El 1956, li llançaren una torxa encesa per una finestra de sa casa.(4) Poc després, la seua família la va convéncer que deixés l'activitat política per temor de la seua vida. Va escriure una història sobre la tradició musical de Martinica rural, el bèlè i les seues variants com ara el gran bèlè, el béliya, el bouwo, el ladjia i la seua base, el ritme afro aja-gbe, que havien trobat lloc en la música antillana. La seua família estava molt unida a la música i al cant; la seua tia fou la cantant Christiane Eda-Pierre.(6)
Li donaren la distinció de l'Orde de les Palmes Acadèmiques i Dama de la Legió d'Honor, i Léopold Sédar Senghor li donà el títol de comandanta de l'Orde Nacional de la República del Senegal. A Fort-de-France, l'antiga plaça Fénelon, propera a la seua casa familiar del carrer Schœlcher, porta ara el seu nom.(6)
Paulette Nardal morí el 16 de febrer del 1985, als 89 anys, a Fort-de-France. Aquesta dona lletraferida i activista política, pionera de la causa negra, continuarà sent la que repetia incansablement als seus amics i alumnes l'orgull de ser negra: "El negre és bell".

## Homenatges
A la dècada dels 1980, Aimé Césaire feu col·locar el nom de Paulette Nardal a una plaça de la ciutat de Fort-de-France, de la qual era batle.(10)
El 2018, l'Ajuntament de París creà el passeig Jane-i-Paulette-Nardal en el XIV districte, inaugurat oficialment per l'alcaldessa Anne Hidalgo en presència de Christiane Eda-Pierre, neboda de Paulette i Jeanne Nardal, el 31 d'agost del 2019. L'alcaldessa de París donà suport a l'ingrés de Paulette Nardal al Panteó.
El 2019, la ciutat de Clamart atorgà el seu nom a una futura carretera de la ciutat, i el municipi de Malakoff donà el seu nom a l'escola Paul-Bert.
El 12 d'octubre del 2021 Google li dedicà el doodle del dia en homenatge als 125 anys del seu naixement.

## Filmografia
Jil Servant realitzà Paulette Nardal, la fierté d'être négresse, una coproducció France-Antilles TV, al 2004.